# Otto Heinrich Warburg
Otto Heinrich Warburg (n. 8 octombrie 1883, Freiburg im Breisgau, Imperiul German – d. 1 august 1970, Berlinul Occidental, Germania sub ocupație aliată) a fost un medic, biochimist și fiziolog evreu german laureat al Premiului Nobel pentru Medicină și Fiziologie în 1931.
A făcut cercetări fundamentale asupra fermentației, fotosintezei, metabolismului și s-a remarcat prin lucrări importante privind biochimia fermenților respiratori. A scris Acțiunea catalitică a substanței vii (1928).
Premiul Nobel pentru Fiziologie sau Medicină pentru anul 1931 i-a fost acordat „pentru descoperirea naturii și modului de acțiune a enzimelor respiratorii”.